# Arboretum Syke

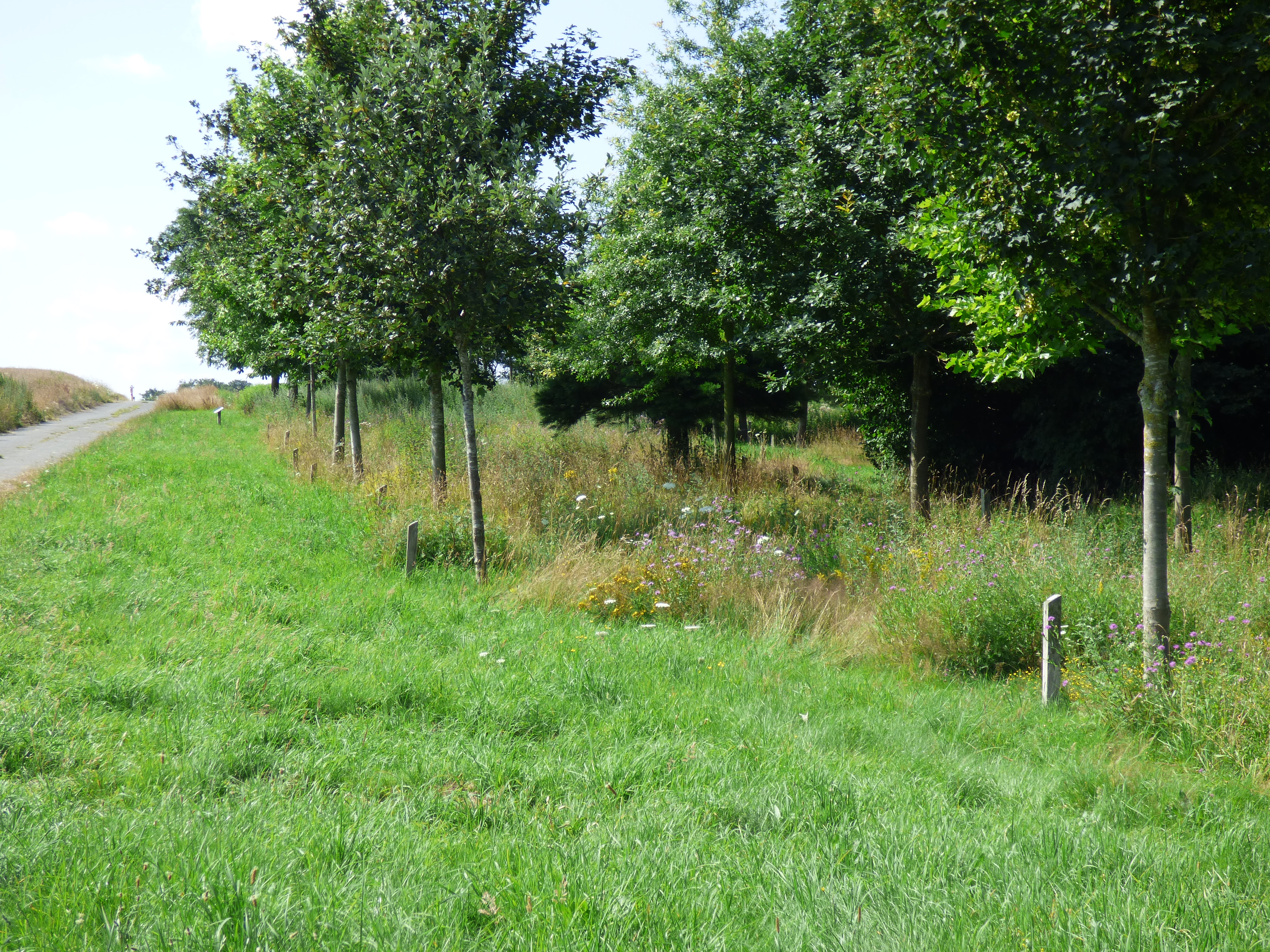
Arboretum Syke (Juli 2024)

Das Arboretum Syke ist ein etwa zwei Hektar großes, frei zugängliches Arboretum in Syke im niedersächsischen Landkreis Diepholz.
Es liegt zwischen dem Syker Friedeholz und dem Ortsteil Barrien hinter einem Möbelhaus. Auf dem Gelände zwischen der B 6 und der Straße „Südfeld“ befinden sich im Jahr 2018 knapp 190 Bäume unterschiedlicher, aber weitgehend einheimischer Arten. Auf Beschriftungsschildern steht sowohl der deutsche als auch der botanische Name des Baumes. Derzeit wird der Baumpark noch als „Bürgerpark“ bezeichnet.

## Geschichte
Der erste Abschnitt des Baumparks wurde 1999 angelegt. Es handelt sich um eine Kompensationsfläche an der Straße Südfeld, die als Ausgleich für Natur und Landschaft dient. Sie wurde erforderlich, weil an der B6 ein großer Gewerbebetrieb gebaut worden war.

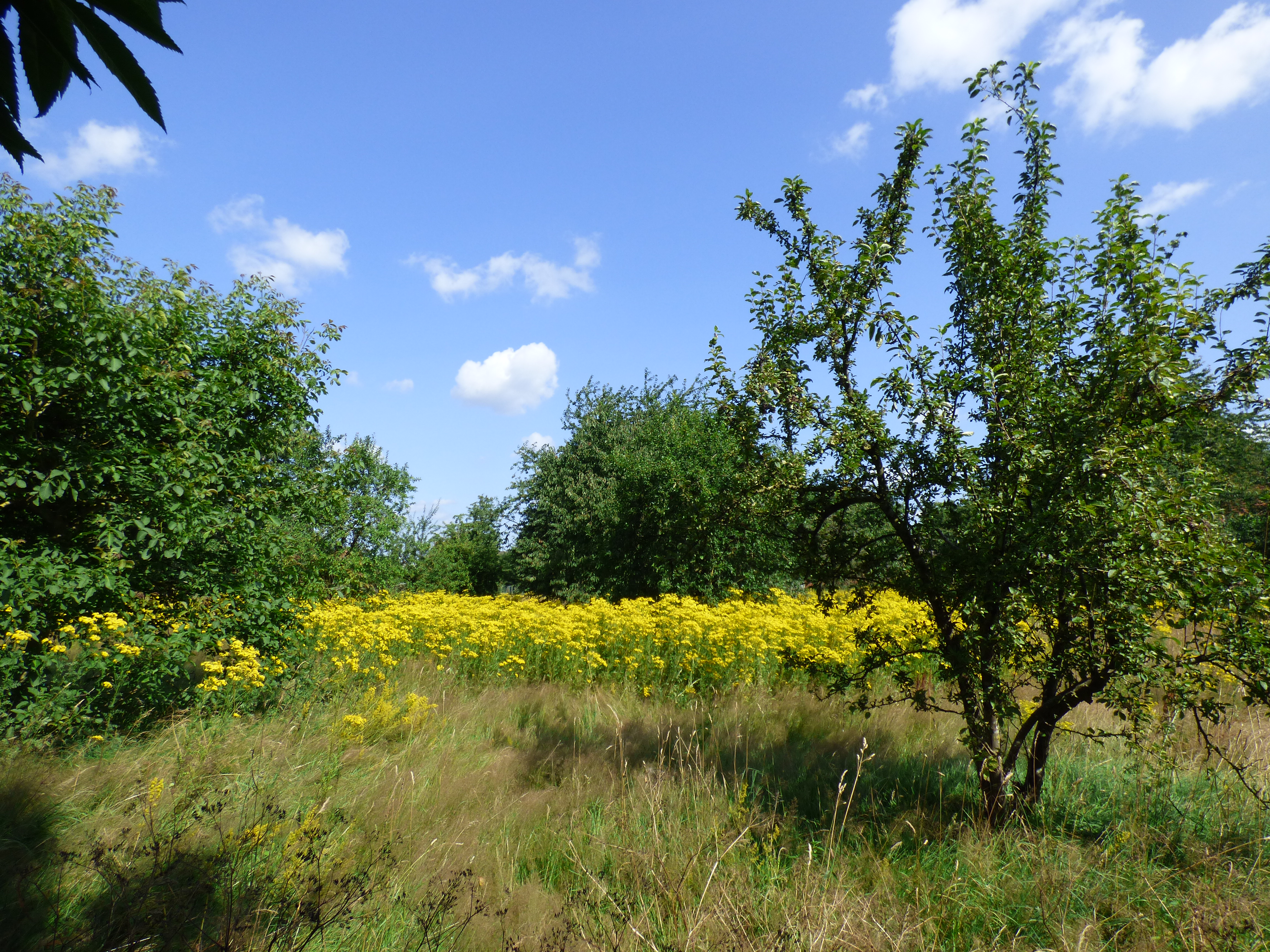
Jakobskreuzkraut im Arboretum (Juli 2024)

Ein paar Jahre später wurde die Kompensationsfläche erweitert, da weitere Gewerbebetriebe an der B6 hinzukamen.
2013 wurden die ersten 50 Bäume des Bürgerwaldes (Baumparks) gepflanzt, gesponsert von der Syker Buchhandlung Schüttert anlässlich eines Firmenjubiläums.
2014 kamen weitere 19 Bäume von verschiedenen Sponsoren dazu. Inzwischen (2018) sind es insgesamt 186 Bäume.
Im Jahr 2024 hat sich das in allen Teilen der Pflanze giftige Jakobskreuzkraut großflächig im Arboretum ausgebreitet.